# Parafia Trójcy Świętej w Żeliszewie
Parafia Świętej Trójcy – parafia rzymskokatolicka w Żeliszewie Podkościelnym.
Obecny kościół parafialny drewniany został wybudowany w 1770 r. przez Marcina Grzybowskiego.  Poświęcony w 1777 r. przez biskupa Kacpra Kazimierza Cieciszowskiego. 
Terytorium parafii obejmuje: Chlewiska, Dobrzanów, Kłódzie, Koszewnica, Łączka, Łęki, Marysin, Niechnabrz, Ozorów, Rososz, Skarżyn, Trzemuszka, Żeliszew Duży oraz Żeliszew Podkościelny.